# Agglomeratie van Łódź
De agglomeratie van Łódź heeft in totaal 1.150.000 inwoners. De grootste en meest dominerende stad is Łódź zelf, met 758.343 inwoners.

## Openbaar vervoer
Alle steden in de agglomeratie zijn met elkaar verbonden met buslijnen en tramlijnen. Ook ligt de langste tramlijn van Polen hier (de verbinding van Chocianowice met Ozorków). In 2008 is er een project begonnen om de drie grootste steden, Pabianice, Łódź en Zgierz, met een snelle tramlijn met elkaar te verbinden.

## De steden in de agglomeratie van Łódź
- Łódź - 758 343 inwoners
- Pabianice - 71 313 inwoners
- Zgierz - 58 351 inwoners
- Ozorków - 20 731 inwoners
- Aleksandrów Łódzki - 20 542 inwoners
- Łask - 18 948 - inwoners
- Konstantynów Łódzki 17 569 - inwoners
- Głowno - 15 282 - inwoners
- Koluszki - 13 331 - inwoners
- Brzeziny - 11 417 - inwoners
- Tuszyn - 7 201 - inwoners
- Stryków - 3 602 - inwoners
- Rzgów - 3 336 - inwoners